# Ragnar Gustafsson (arquitecto)
Ragnar Gustafsson (Moloskovitsy, Imperio ruso, 14 de septiembre de 1890 - Ingria, 8 de enero de 1970, fue un arquitecto finlandés.
Gustafsson, hijo del párroco J.W. Gustafsson y Olga Lindström, se graduó del Liceo Alejandro en Tallin en 1909, estudió en la Technische Hochschule de Múnich entre 1910 y 1914, y obtuvo su diploma en la Escuela Técnica Superior de Helsinki en 1919. Trabajó en varias oficinas privadas de arquitectura en Helsinki de 1920 a 1930, tuvo su propia oficina de arquitectura en Helsinki de 1930 a 1946 y luego en Tenala.
Gustafsson realizó varios encargos arquitectónicos en Helsinki y en el campo. En 1934, por encargo de Arne Grahn, propietario de la finca Hagalund, diseñó un plan urbano para el área residencial de Westend, que se construiría en los terrenos de la finca. Gustafsson fue curador de la Asociación de Tecnólogos en 1921, presidente del Gremio de Arquitectos de 1936 a 1939 y vicepresidente de la Asociación Técnica de Finlandia de 1943 a 1946.